# Градоначелник Крагујевца
Градоначелника града Крагујевца бира Скупштина града, из реда одборника, на време од четири године, тајним гласањем, већином гласова од укупног броја одборника Скупштине града.
Град Крагујевац је територијална јединица утврђена законом као економски, административни, географски, културни и универзитетски центар.
Грађани града Крагујевца остварују право на локалну самоуправу, у складу са Уставом, законом и Статутом.
Локална самоуправа је право грађана да управљају јавним пословима од непосредног, заједничког и општег интереса за локално становништво, непосредно и преко слободно изабраних представника у Скупштини града Крагујевца, као и право и способност органа Града, да у границама закона, уређују послове и управљају јавним пословима који су у њиховој надлежности и од интереса за грађане града Крагујевца.
Највиши правни акт Града је Статут, којим се ближе уређују начин, услови и облици вршења права и дужности из надлежности Града. 
Статут доноси Скупштина града већином гласова од укупног броја одборника. 
У вршењу своје надлежности, Град доноси прописе самостално, у складу са својим правима и дужностима утврђеним Уставом, законом, другим прописом и Статутом. 
Органи Града су: Скупштина града, Градоначелник, Градско веће, Заштитник грађана (Омбудсман), Јавно правобранилаштво и Градске управе.
Садашњи градоначелник је Никола Дашић.

## Надлежности
Градоначелник Крагујевца:
- представља и заступа Град
- предлаже начин решавања питања о којима одлучује Скупштина града
- наредбодавац је за извршење буџета
- усмерава и усклађује рад градских управа
- доноси појединачне акте за које је овлашћен законом, Статутом или одлуком скупштине
- непосредно извршава и стара се о извршавању одлука и других аката Скупштине града када га за то одреди Скупштина града
- представља и заступа Градско веће
- сазива и води седнице Градског већа
- одговара за законитост рада Градског већа
- обуставља од примене одлуку Градског већа за коју сматра да није сагласна са законом
- подноси извештај Скупштини града о извршавању одлука и других аката Скупштине града
- поставља и разрешава помоћнике Градоначелника
- покреће поступак за оцену уставности или законитости закона и другог општег акта Републике Србије којим се повређује право на локалну самоуправу
- улаже право жалбе Уставном суду ако се појединачним актом или радњом државног органа или органа Града онемогућава вршење надлежности Града
- предлаже разрешење и избор заменика Градоначелника, односно члана Градског већа
- образује стручна радна тела за поједине послове из своје надлежности
- одлучује о прибављању опреме мање вредности и потрошног материјала
- врши и друге послове утврђене, законом, Статутом и другим актима.[3]